# إزموين آيت عيسى أو داود (دير القصيبة)
إزموين آيت عيسى أو داود هي إحدى مشيخات المملكة المغربية، تتبع جغرافيا لإقليم بني ملال وإداريًا لدير القصيبة. يقدر عدد سكانها بـ 908 نسمة حسب الإحصاء الرسمي للسكان والسكنى لسنة 2004.